# Gaius Livius Drusus (Konsul)
Gaius Livius Drusus war ein römischer Politiker im 2. Jahrhundert v. Chr. und Consul im Jahr 147 v. Chr.

## Familie
In den Fasti Capitolini lautet der volle Name des Consuls: C(aius) Livius M(arci) Aimiliani f(ilius) M(arci) [n(epos) D]rusus. Da der Vater des Drusus laut dieser Angabe das Cognomen Aemilianus trug, wurde er in die gens Aemilia hineingeboren, später aber von einem Mitglied der gens Livia adoptiert. Dieser Wechsel von einem patrizischen Geschlecht zu einem plebeischen ist der erste überlieferte Fall seiner Art. Man erklärt den Übertritt damit, dass die Aemilier mehr Nachkommen, aber weniger Wohlstand besessen hätten als die Livier.
Friedrich Münzer vermutet, dass Gaius Livius Drusus um 190 v. Chr. geboren wurde. Ferner hält er es für wahrscheinlich, dass der Vater ursprünglich ein Aemilius Paullus war, was aber nicht völlig sicher ist. Er könnte auch der Linie der Aemilii Lepidi angehört haben. Wenn der Vater ursprünglich ein Aemilius Paullus war, dann wäre der Sohn Gaius Livius Drusus mit seinem Mitconsul des Jahres 147 v. Chr., Scipio Aemilianus, eng verwandt gewesen. Die Väter der beiden Consuln wären Brüder gewesen. Allerdings setzt diese These zusätzlich voraus, dass die Adoption des Vaters durch Marcus Livius Salinator erfolgte und dass es dann zu einem Wechsel des Cognomens zu Drusus kam.

## Politische Karriere
Drusus erreichte den Consulat 147 v. Chr. Wann er die vorangehenden Ämter des cursus honorum bekleidete und um welche es sich im Einzelnen handelte, ist unbekannt. T. Robert S. Broughton geht davon aus, dass der Politiker bis 150 v. Chr. die Praetur innehatte. In seinem Consulat soll Drusus auf eine Auslosung des Kommandos im Dritten Punischen Krieg gedrängt haben, worauf ein Volkstribun die Angelegenheit vor das concilium plebis gebracht haben soll, welches sich für die Beauftragung des Scipio Aemilianus entschied. Friedrich Münzer spekuliert wegen der von ihm vermuteten Verwandtschaft der Consuln, dass die ganze Episode abgesprochen war mit dem Ziel, andere Bewerber von dem Kommando fernzuhalten.
Matthias Gelzer nimmt an, dass die in der lex agraria aus dem Jahr 111 v. Chr. erwähnte lex Livia, mittels der in Afrika Land verteilt wurde, von Livius Drusus noch während seines Consulats im Jahr 147 v. Chr. eingebracht worden sei – somit zu einem Zeitpunkt, zu dem Karthago zwar noch nicht zerstört, das Umland aber schon erobert war. Andere Forscher gehen von einem ansonsten unbekannten Volkstribun namens Livius im Jahr 146 v. Chr. als Urheber des Gesetzes aus.

## Nachkommen
Der Gegner des Gaius Sempronius Gracchus im Volkstribunat 122 v. Chr., Marcus Livius Drusus (Consul 112 v. Chr.), war ein Sohn des Gaius Livius Drusus. Ein weiterer, älterer Sohn, Gaius Livius Drusus, trat als Rechtsgelehrter hervor. Die Tochter Livia war die Ehefrau des Consuls von 105 v. Chr., Publius Rutilius Rufus.